# Włosty-Olszanka
Włosty-Olszanka – wieś w Polsce położona w województwie podlaskim, w powiecie wysokomazowieckim, w gminie Szepietowo.
W latach 1975–1998 miejscowość administracyjnie należała do województwa łomżyńskiego.
Wierni kościoła rzymskokatolickiego należą do parafii św. Apostołów Piotra i Pawła w Wysokiem Mazowieckiem.

## Historia
W roku 1921 wieś w Gminie Wysokie Mazowieckie. Naliczono tu 27 budynków z przeznaczeniem mieszkalnym oraz 163 mieszkańców (75 mężczyzn i 88 kobiet). Narodowość polską podało 158 osób, a 5 inną.

### Szkoła
W 1922 roku 1. klasowa szkoła powszechna liczyła 27 uczniów, w 1923 – 28, w 1924 – 29, w 1925 – 31 uczniów. W 1930 szkoły nie było.

## Obiekty zabytkowe
- krzyż przydrożny, odlew żeliwny, z około 1880–1890[10]
- krzyż przydrożny, metalowy, z cokołem kamiennym, z roku 1904
- cmentarz wojenny z okresu I wojny światowej[11]